# Floris van Dyck

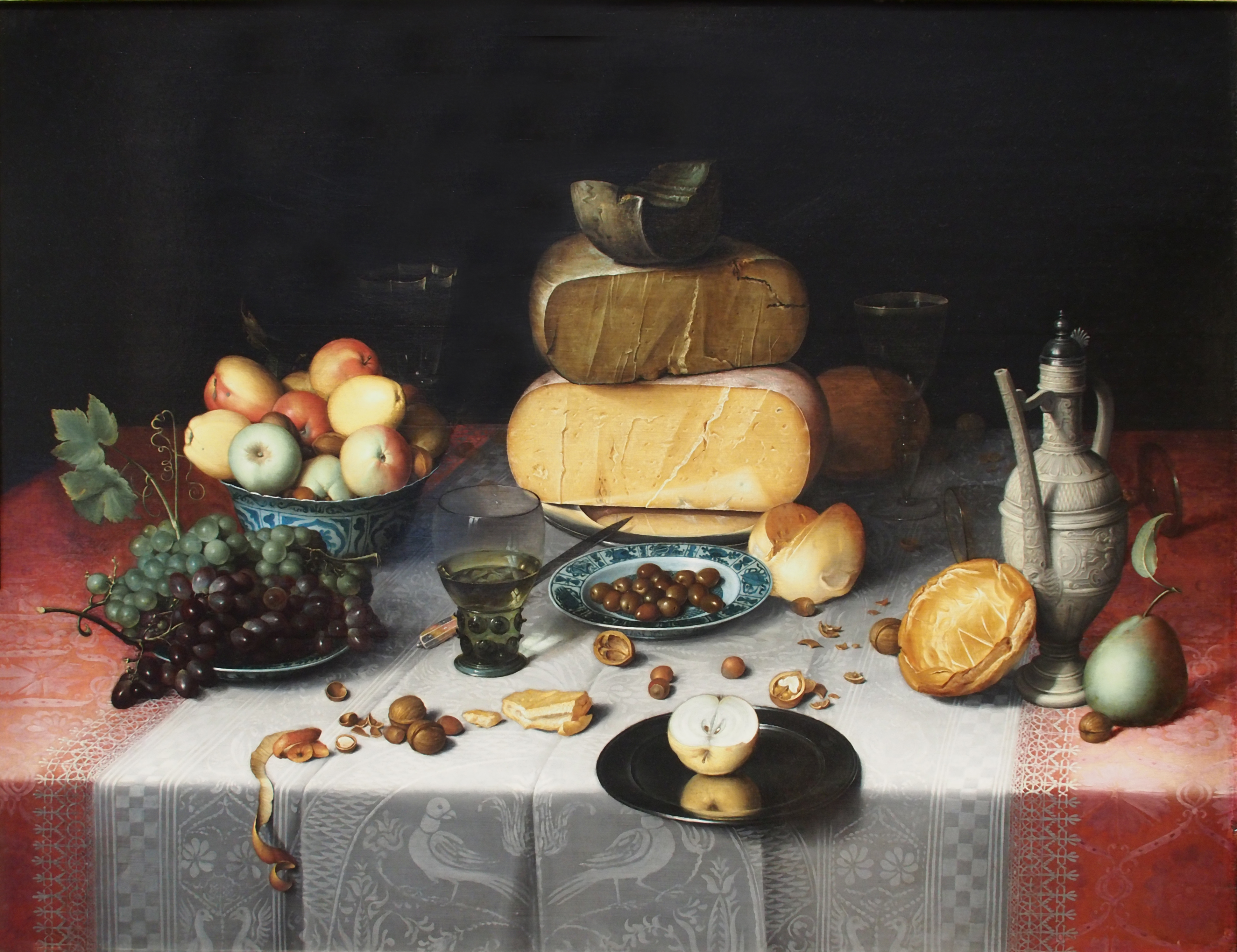
Stilleven met kazen, circa 1615. Olieverf op hout, Rijksmuseum.

Floris Claesz. van Dyck (Delft, ca. 1575 – Haarlem, november 1651) was een Hollands schilder van stillevens behorend tot de Hollandse School.
Van Dyck woonde en werkte het grootste deel van zijn leven in Haarlem, waar hij zich in 1604 verloofde. Na zijn opleiding in Holland ondernam hij een studiereis naar Italië. Terug in Holland werd hij toegelaten tot het Haarlemse Sint-Lucasgilde, waar hij een hoge functie bekleedde. De laatste 25 jaar van zijn leven schilderde hij echter nog maar weinig. Een reden hiervoor zou kunnen zijn dat hij met schilderen zijn brood niet meer hoefde te verdienen. Uit het testament dat hij in 1605 opmaakte blijkt namelijk dat hij op dat moment erg rijk was.
Van Dyck schilderde voornamelijk stillevens. Hij is vooral bekend vanwege zijn natuurgetrouwe weergave van planten en bloemen, maar hij schilderde ook wat men in de 17e eeuw ontbijtgens noemde: een gedekte tafel met kazen, fruit en noten. Van Van Dyck zijn slechts tien stillevens bekend.
- Bibliothèque nationale de France: cb14957819m (data)
- Biografisch Portaal: 20388735
- Digitale Bibliotheek voor de Nederlandse Letteren: dijc026
- Gemeinsame Normdatei: 1011577739
- International Standard Name Identifier: 0000 0001 1952 4478
- RKD-Nederlands Instituut voor Kunstgeschiedenis: 25231
- Union List of Artist Names: 500003326
- Virtual International Authority File: 88878413
- WorldCat: E39PBJccf6Wdd83YFQmq3VjKVC